# 插畫家

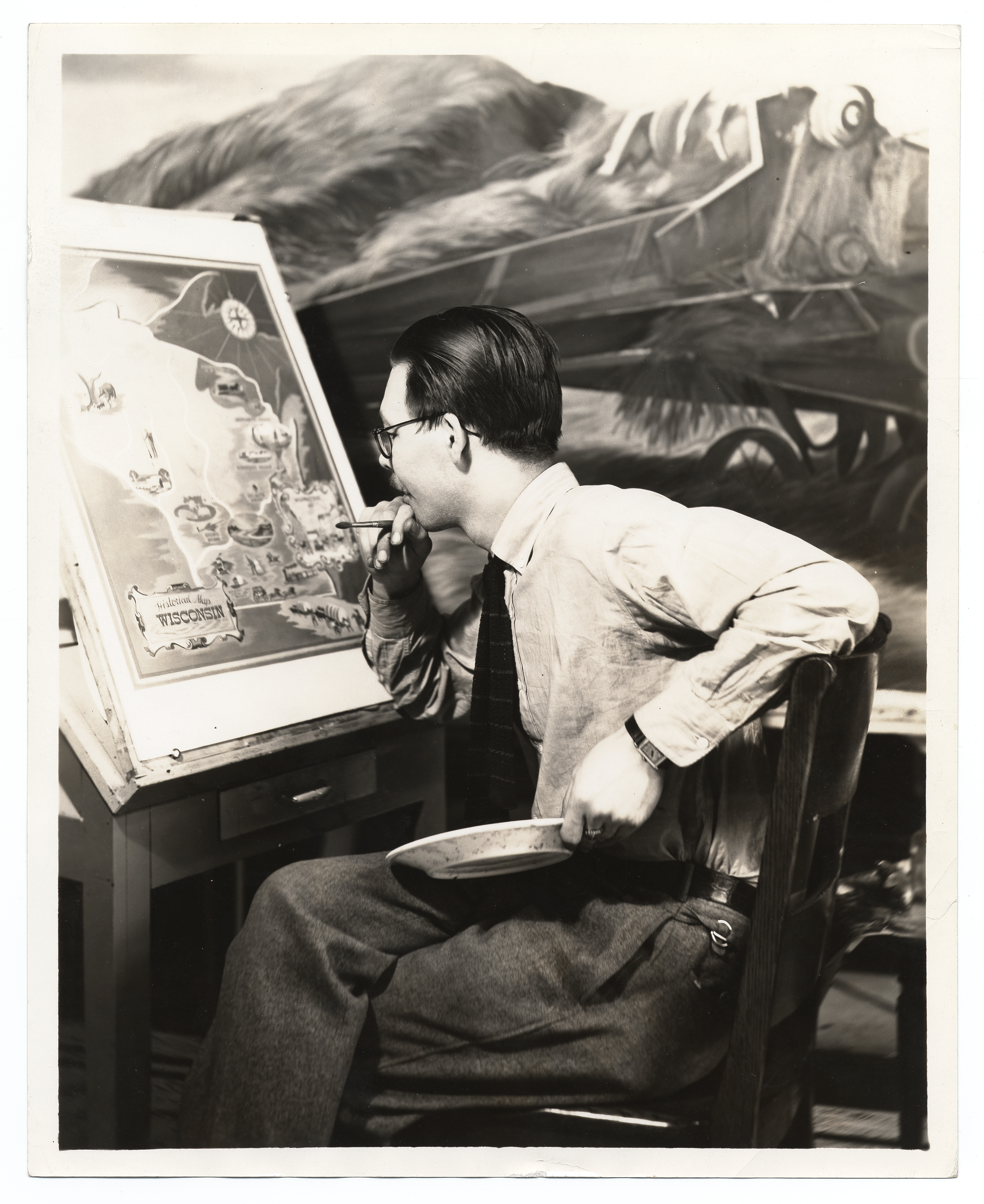
插画家理查德·詹森为威斯康辛州历史地图绘制插图

插畫家又稱插畫師，是以繪製插畫為職業的人，主要工作包括替書籍、雜誌、報紙、說明書、小說、教科書等刊物繪製插畫、封面，也從事繪畫賀卡、海報、廣告、噴畫、幽默畫等。

## 繪畫方式
插畫家會因應個人喜好或需要，選擇水粉、水彩、塑膠彩、马克笔、噴筆等任何繪畫素材作畫。
在中世纪的泥金装饰手抄本中，插画师承担了大量的书籍装饰工作。
在现代，電腦日漸普及，許多插畫家會使用 Adobe Photoshop、Adobe Illustrator、Corel Painter等軟件進行創作，有些插畫家還會使用三維電腦圖形（3D）軟件如Maya、3ds Max等來繪畫，但傳統的手繪插畫仍然頗受歡迎。

## 外部連結
- 香港插畫師協會 （页面存档备份，存于）
- 台灣插畫師協會 （页面存档备份，存于）
- New York Society of illustrators （页面存档备份，存于）
- San Francisco Society of Illustrators